# Référendum de 2020 sur l'augmentation des taxes sur la production pétrolière en Alaska
Un Référendum de 2020 sur l'augmentation des taxes sur la production pétrolière a lieu le 3 novembre 2020 en Alaska. La population est amenée à se prononcer sur une initiative populaire indirecte, dite Mesure 1, visant à augmenter les taxes sur la production de tous les champs pétroliers se situant au nord du 68e parallèle, produisant plus de 40 000 barils par jour et dont le total des réserves est estimé à plus de 400 millions de barils de pétrole. Au moins trois champs pétroliers sont concernés : ceux de Alpine, Kuparuk, et Prudhoe Bay,.
La proposition est rejetée à une large majorité.

## Résultats
| Choix                     | Votes   | %     |
| ------------------------- | ------- | ----- |
| Pour                      | 145 392 | 42,14 |
| Contre                    | 199 667 | 57,86 |
|                           |         |       |
| Votes valides             | 345 059 | 95,62 |
| Votes blancs et invalides | 15 793  | 4,38  |
| Total                     | 360 852 | 100   |
| Abstention                | 234 114 | 39,35 |
| Inscrits/Participation    | 594 966 | 60,65 |

| Pour 145 392 (42,14 %) |  |  | Contre 199 667 (57,86 %) |
| ▲                      |  |  |                          |
| Majorité absolue       |  |  |                          |